# The Afterman: Descension
Albums de Coheed and Cambria
The Afterman: Ascension
(2012) The Color Before the Sun
(2015)
Singles
1. Dark Side of Me
Sortie : 14 janvier 2013

The Afterman: Descension est le septième album du groupe américain de rock progressif Coheed and Cambria publié le 5 février 2013 par Hundred Handed et Everything Evil. C'est la deuxième partie d'un double album dont la première partie, The Afterman: Ascension est sortie en octobre 2012.

## Liste des chansons
| No | Titre                                       | Durée      |
| -- | ------------------------------------------- | ---------- |
| 1. | Pretelethal                                 | 3 min 21 s |
| 2. | Key Entity Extraction V: Sentry the Defiant | 5 min 45 s |
| 3. | The Hard Sell                               | 5 min 10 s |
| 4. | Number City                                 | 3 min 49 s |
| 5. | Gravity's Union                             | 6 min 46 s |
| 6. | Away We Go                                  | 3 min 55 s |
| 7. | Iron Fist                                   | 4 min 46 s |
| 8. | Dark Side of Me                             | 5 min 03 s |
| 9. | 2's My Favorite 1                           | 4 min 55 s |

## Composition du groupe
- Claudio Sanchez – voix, guitare, piano électrique, voix de Sirius Amory
- Travis Stever – guitare, chœurs
- Josh Eppard – batterie, percussion, synthetiseur, chœurs
- Zach Cooper – basse, chœurs